# Sinematek Indonesia
La Sinematek Indonesia est un lieu destiné à l'archivage de films créé en 1975 à Jakarta par Misbach Yusa Biran et Asrul Sani. Il s'agit de la plus ancienne cinémathèque en Asie du Sud-Est et de la seule en Indonésie.
Elle intègre plus de 2 700 films, essentiellement de fictions, d'Asie du Sud-Est et principalement d'Indonésie. Ses collections sont également composées de plus de 15 000 documents sur l'histoire du cinéma indonésien (coupures de presse, affiches, scénarios, photographies de tournage). 

## Histoire

### Origines
La cinémathèque est née de la rencontre du gouverneur de Jakarta Ali Sadikin et du réalisateur et scénariste Misbach Yusa Biran. Musulman, ce dernier ne se reconnait plus dans la production cinématographique des années 1970, qu'il juge trop commerciale et ayant perdu son objectif humaniste et social,. En 1968, Sadikin crée le conseil culturel de Jakarta, qui inclut une école de cinéma. Biran y devient un des premiers enseignants mais fait vite face à un manque de documents et de données sur l'histoire du cinéma indonésien. Il commence à effectuer des recherches qui seront publiées en 1973 dans un numéro spécial de la revue Archipel.

### Création et débuts
En octobre 1975, au retour d'Europe de Biran, la cinémathèque ouvre à Jakarta, grâce au travail de Biran et du scénariste Asrul Sani. Elle est située au sein du Taman Ismail Marzuki. Son nom vient de l'expérience parisienne de Biran et de la Cinémathèque française. Il s'agit d'une structure privée, mais financée par la ville de Jakarta. Biran en prend la direction, poste qu'il gardera jusqu'en 2001.
Les collections viennent de dépôts, de dons et d'achats de copies aux exploitants de cinéma itinérant. La cinémathèque rejoint la Fédération internationale des archives du film en 1977.

### Crise et manque de financement
En 1995, la Sinematek rejoint la fondation Usmar Ismail. En 2001, une nouvelle loi interdit l'attribution de subvention aux organisations non-gouvernementales. L'institution fait face à un manque important de financement et ne peut plus assurer pleinement ses missions.

## Collections
Les collections de la Sinematek sont composées de 2 714 titres. Parmi ceux-ci, on compte 632 masters et 318 copies de projections, en 35 et 16mm. Treize films datent de la période avant 1950, tous étant incomplets. On estime qu'environ 20% de la production nationale est conservée à la Sinematek, ce qui ne représenterait en 2018 plus que 815 copies.  

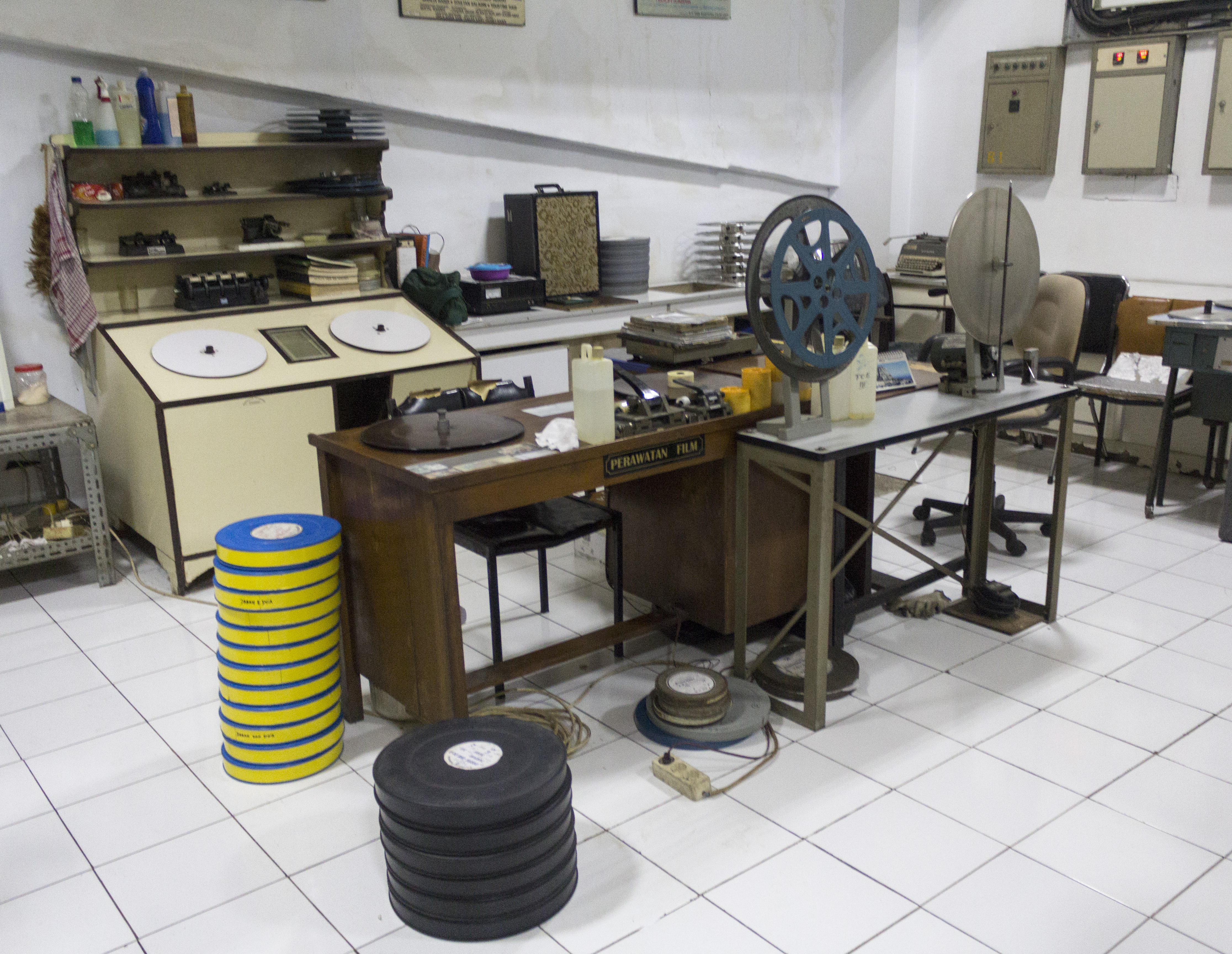
Salle de maintenance de la Sinematek Indonesia.

Les collections sont complétées par une librairie.[réf. nécessaire]